# Crédit Agricole Suisse Open Gstaad 2011
Il Crédit Agricole Suisse Open Gstaad 2011 è stato un torneo di tennis giocato sulla terra rossa. È stata la 97ª edizione dell'Crédit Agricole Suisse Open Gstaad, che fa parte dell'ATP World Tour 250 Series nell'ambito dell'ATP World Tour 2011. Si è tenuto alla Roy Emerson Arena a Gstaad, Svizzera, dal 25 al 31 luglio 2011.

## Partecipanti

### Teste di serie
| Giocatore              | Nazione  | Ranking* | Testa di serie |
| ---------------------- | -------- | -------- | -------------- |
| Nicolás Almagro        | Spagna   | 14       | 1              |
| Stan Wawrinka          | Svizzera | 16       | 2              |
| Michail Južnyj         | Russia   | 17       | 3              |
| Fernando Verdasco      | Spagna   | 22       | 4              |
| Feliciano López        | Spagna   | 24       | 5              |
| Guillermo García López | Spagna   | 37       | 6              |
| Pablo Andújar          | Spagna   | 44       | 7              |
| Marcel Granollers      | Spagna   | 47       | 8              |

- Teste di serie basate sul ranking al 18 luglio.

### Altri partecipanti
I seguenti giocatori hanno ricevuto una wild card per il tabellone principale:
- Stéphane Bohli
- Michael Lammer
- Alexander Sadecky

I seguenti giocatori sono passati dalle qualificazioni:

- Martin Fischer
- Peter Luczak
- Yann Marti
- João Souza

## Campioni

### Singolare
Marcel Granollers ha sconfitto in finale  Fernando Verdasco per 6–4, 3–6, 6–3.

### Doppio
František Čermák /  Filip Polášek hanno sconfitto in finale  Christopher Kas /  Alexander Peya per 6–3, 7–6(7).